# Österreichische Alpine Skimeisterschaften 1989
Die Österreichischen Alpinen Skimeisterschaften 1989 begannen am 3. Februar mit den Abfahrten am Ankogel bei Mallnitz; ursprünglich hätten sie in Arnoldstein stattfinden sollen doch am Kärntner Grenzort am so genannten Dreiländereck herrschte Schneemangel. Die Spitzenläufer waren wegen der Weltmeisterschaften nicht am Start. Am 16. März waren am Ankogel die Super-Gs geplant, diese mussten jedoch wegen dichten Nebels abgesagt werden. Am nächsten Tag konnte der Herrenriesenslalom programmgemäß stattfinden, der für 18. März geplante Riesenslalom der Damen musste aber wieder abgesagt werden. Die Super-Gs wurden am 1. April in Tux nachgeholt, der Damenriesenslalom am 29. März in Zell am Ziller. Die Slaloms fanden planmäßig am 17. und 18. März in Bad Kleinkirchheim statt.

## Herren

### Abfahrt
| Platz | Name                 | Zeit        |
| ----- | -------------------- | ----------- |
| 1     | Peter Wirnsberger II | 1:35,78 min |
| 2     | Stephan Eberharter   | 1:36,32 min |
| 3     | Willibald Zechner    | 1:36,34 min |
| 4     | Martin Fiala (BRD)   | 1:36,97 min |
| 5     | Bernd Simonlehner    | 1:37,23 min |
| 6     | Andreas Evers        | 1:37:49 min |

Datum: 3. Februar 1989

Ort: Ankogel, Mallnitz

### Super-G
| Platz | Name               | Zeit |
| ----- | ------------------ | ---- |
| 1     | Helmut Mayer       | -    |
| 2     | Hubert Strolz      | -    |
| 3     | Stephan Eberharter | -    |

Datum: 1. April 1989

Ort: Tux
Der Super-G war für 16. März am Ankogel bei Mallnitz geplant. Er musste wegen dichten Nebels abgesagt werden.

### Riesenslalom
| Platz | Name                | Zeit |
| ----- | ------------------- | ---- |
| 1     | Alexander Hödlmoser | -    |
| 2     | Johann Hofer        | -    |
| 3     | Stephan Eberharter  | -    |

Datum: 17. März 1989

Ort: Ankogel, Mallnitz

### Slalom
| Platz | Name                | Zeit |
| ----- | ------------------- | ---- |
| 1     | Rudolf Nierlich     | -    |
| 2     | Thomas Tönig        | -    |
| 3     | Alexander Hödlmoser | -    |

Datum: 18. März 1989

Ort: Bad Kleinkirchheim

### Kombination
Die Kombination setzt sich aus den Ergebnissen von Slalom, Riesenslalom und Abfahrt zusammen.
| Platz | Name                 |
| ----- | -------------------- |
| 1     | Peter Wirnsberger II |
| 2     | Alexander Hödlmoser  |
| 3     | Wolfgang Erharter    |

## Damen

### Abfahrt
| Platz | Name                | Zeit        |
| ----- | ------------------- | ----------- |
| 1     | Katharina Gutensohn | 1:20,53 min |
| 2     | Ingrid Stöckl       | 1:21,49 min |
| 3     | Marika Daxer        | 1:21,96 min |
| 4     | Andrea Salvenmoser  | 1:22,12 min |
| 5     | Sabine Ginther      | 1:22,25 min |
| 6     | Birgit Wolfram      | 1:22,85 min |

Datum: 3. Februar 1989

Ort: Ankogel, Mallnitz

### Super-G
| Platz | Name              | Zeit |
| ----- | ----------------- | ---- |
| 1     | Petra Kronberger  | -    |
| 2     | Sigrid Wolf       | -    |
| 3     | Stefanie Schuster | -    |

Datum: 1. April 1989

Ort: Tux
Der Super-G war für 16. März am Ankogel bei Mallnitz geplant. Er musste wegen dichten Nebels abgesagt werden.

### Riesenslalom
| Platz | Name               | Zeit |
| ----- | ------------------ | ---- |
| 1     | Petra Kronberger   | -    |
| 2     | Ingrid Salvenmoser | -    |
| 3     | Manuela Umele      | -    |

Datum: 29. März 1989

Ort: Zell am Ziller
Der Riesenslalom war ursprünglich für 18. März am Ankogel in Mallnitz geplant.

### Slalom
| Platz | Name               | Zeit |
| ----- | ------------------ | ---- |
| 1     | Karin Buder        | -    |
| 2     | Ingrid Salvenmoser | -    |
| 3     | Claudia Strobl     | -    |

Datum: 17. März 1989

Ort: Bad Kleinkirchheim

### Kombination
Die Kombination setzt sich aus den Ergebnissen von Slalom, Riesenslalom und Abfahrt zusammen.
| Platz | Name              |
| ----- | ----------------- |
| 1     | Ingrid Stöckl     |
| 2     | Sabine Ginther    |
| 3     | Stefanie Schuster |